# Камінь-Каширський народний краєзнавчий музей
Камінь-каширський народний краєзнавчий музей — краєзнавчий музей у місті Камінь-Каширському.

## Історія
Засновано на громадських засадах 1980-го року.
Статус нродного має з 1985-го року.
1992-1996 рр. - оновлення експозицій .

## Експозиційні розділи
«Природа краю»
«Історичне минуле міста і району»
«Сучасність міста і району»
«Інтер’єр селянської хати кін. 19 – поч. 20 ст.» 
Функціонує виставковий зал .

## Експонати
У фондовій колекції знаходиться близько 4-х тисяч експонатів, з яких більше 2300 предметів віднесені до державної частини Музейного фонду України.
Найбільша за кількістю збірка районного музею – етнографічна; вона містить виняткові зразки вишивки початку XX ст., предмети побуту і вжитку жителів краю з кінця XIX – поч. XX ст.
Зібрання сакральних предметів представлене церковними тканинами, як-от: фелоні і єпитрахилі початку XX ст. – зразки літургійних тканин і гаптарства – із Раків-Ліської церкви, творами іконопису, предметами храмового начиння, книгами. 
Унікальною пам`яткою є фрагменти різьбленого вівтаря І пол. ХVІІ ст. – найстарішого католицького дерев`яного вівтаря на Волині. З XIX ст. він знаходився у камінь-каширській Різдво-Богородичній церкві і використовувася як горнє місце. 
До рідкісних пам`яток відноситься й ікона XIX ст. «Святий Миколай» із запруддівської Свято-Успенської церкви – меморіальна ікона родини Косачів.
До найцінніших експонатів віднесені й зуби викопного волохатого слона (мамонта), котрі Мирослав і Руслана Наумики із Бузак виявили під час копання ставка біля свого дому і передали їх у фондову колекцію музею. 
У колекції також міститься музейний фотоархів: колекція знімків різного періоду презентує історію міста і краю.
Містить музей і фісгармонію 1870 року, виготовлену в Богемії .